# 八月湖街道
八月湖街道是中华人民共和国江西省南昌市南昌县下辖的一个街道办事处。

## 行政区划
八月湖街道下辖以下村级行政区划单位：
象南社区、象北社区、抚西社区、力高国际社区、城安路社区、丰源淳和社区、居住主题公园社区、平安象湖社区、幸福时光社区、海嘉路社区、抚州港社区、芳湖苑社区、东莲路社区、御河湾社区、滨河社区、杨家湾社区、庄园路社区。